# Dagfinn Høybråten

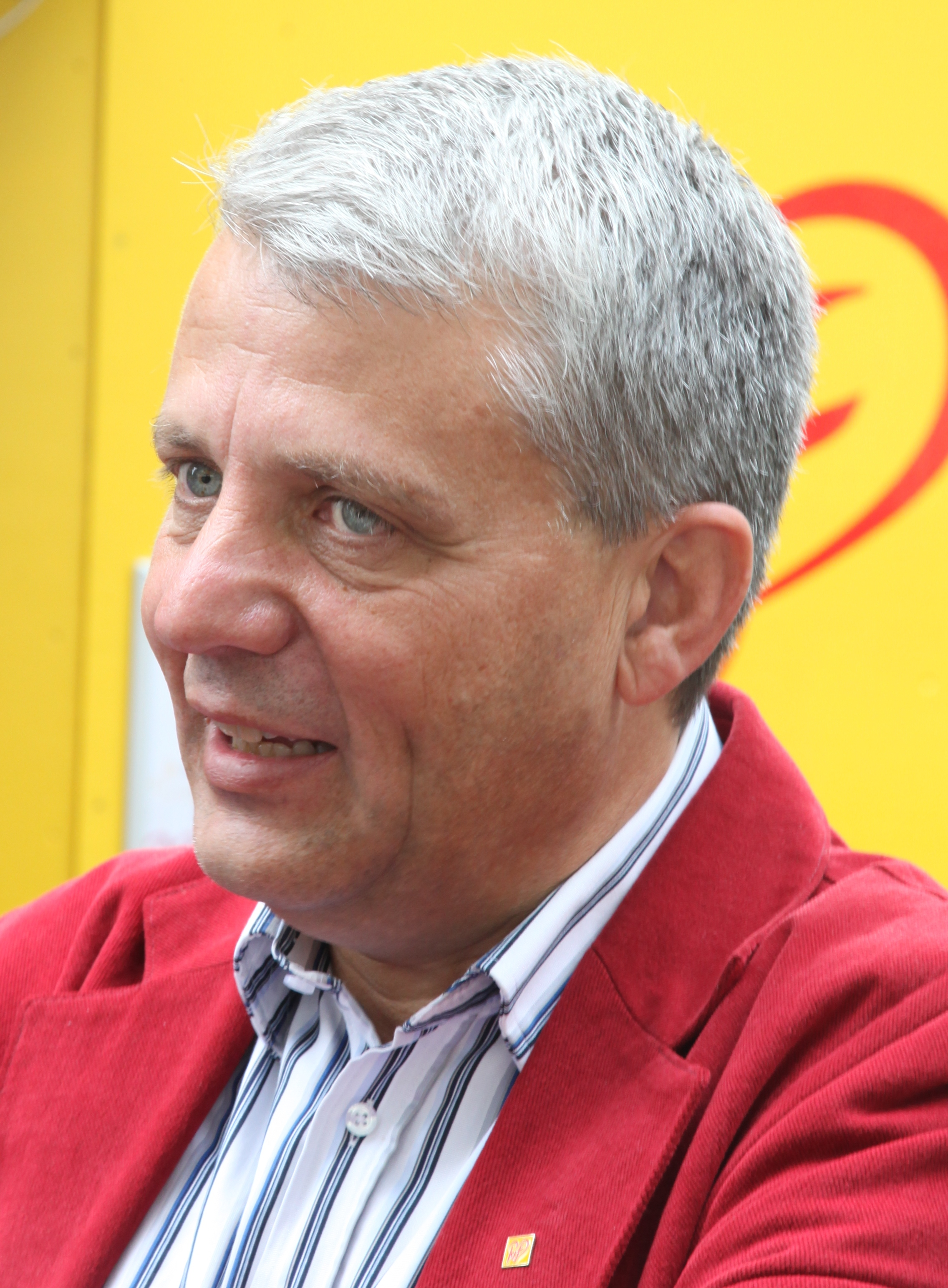
Dagfinn Høybråten

Dagfinn Høybråten (nacido el 2 de diciembre de 1957) es un político noruego, representante del Partido Democrático Cristiano (KrF). Estudió política en la Universidad de Oslo, obteniendo el título en 1984. Está casado y tiene cuatro hijos.

## Carrera política
Høybråten encabezó el Ministerio de Salud y Servicios Sociales desde 1997 hasta 2000, y de nuevo desde 2000 hasta 2004. Siguiendo una reestructuración del gobierno en 2004, fue trasladado al Ministerio de Trabajo y Asuntos Sociales. El mismo año también asumió la presidencia del KrF.
Como ministro de salud, Høybråten fue conocido por su campaña contra el tabaco en todos los recintos cerrados públicos. Como resultado, el Parlamento de Noruega decretó la ley que prohibía fumar en lugares como restaurantes, cafeterías y hoteles (aunque todavía es legal hacerlo dentro de las habitaciones). Irlanda y California habían tomado poco antes medidas similares, y en 2005 Suecia hizo lo propio. En los años siguientes leyes similares se extendieron a otros países de la Unión Europea. Como resultado de su política social fue acusado en 2004 por el periódico más leído en Noruega, el Dagbladet, de ser un cristiano que ocultaba ideas fundamentalistas en su agenda política.
En las elecciones generales de 1989 no consiguió un escaño en el parlamento por un margen de 180 votos. Consiguió ser representante parlamentario tras las elecciones de 2005. En dichas elecciones se presentó como candidato representante de Rogaland, en lugar de su condado natal de Akershus, siendo natural de la localidad de Fjellstrand. Esto se debió de cara a evitar un conflicto de nominaciones entre su compañera de partido, Valgerd Svarstad Haugland.
En 2007 Høybråten presidió el Consejo Nórdico de Ministros, órgano gestor del Consejo Nórdico, organización interparlamentaria compuesta por los cinco países nórdicos.